# Fijaš
Fijaš est un village de Slovaquie situé dans la région de Prešov.

## Histoire
Première mention écrite du village en 1414.

## Démographie

### Évolution de la population
| Année:               | 1994. | 2004.   | 2014.   | 2024.   |
| -------------------- | ----- | ------- | ------- | ------- |
| Nombre de personnes: | 158   | 151     | 141     | 138     |
| Différence:          |       | -4,43 % | -6,62 % | -2,12 % |

| Année:               | 2023. | 2024.   |
| -------------------- | ----- | ------- |
| Nombre de personnes: | 143   | 138     |
| Différence:          |       | -3,49 % |